# Derval O’Rourke

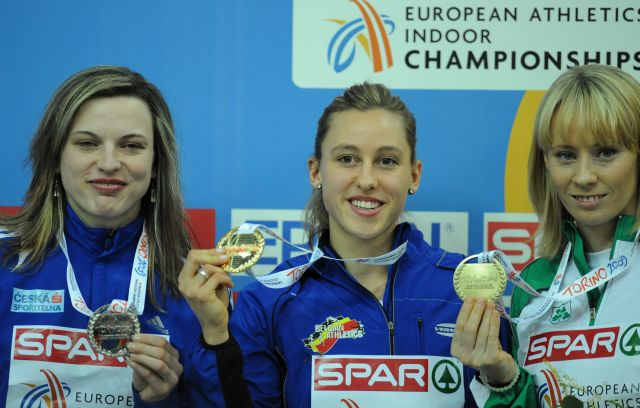
Derval O’Rourke (z prawej) podczas halowych mistrzostw Europy (2009)

Derval O’Rourke (ur. 28 maja 1981 w Corku) – irlandzka lekkoatletka specjalizująca się w biegach płotkarskich. 
Jako początkująca zawodniczka nie odnosiła sukcesów międzynarodowych startując w 1999 w mistrzostwach Europy juniorów oraz w 2000 w mistrzostwach świata juniorów. Podczas czempionatu Europy młodzieżowców w 2001 była siódma. Na eliminacjach kończyła, w sezonie 2002, starty w halowych mistrzostwach Europy oraz w czempionacie Starego Kontynentu na stadionie. Bez powodzenia startowała w halowych mistrzostwach świata (2003). Tuż za podium – na czwartym miejscu – zakończyła udział w młodzieżowych mistrzostwach Europy w Bydgoszczy (2003). Odpadała w eliminacjach mistrzostw świata w Paryżu (2003), igrzysk olimpijskich w Atenach (2004), halowego czempionatu Europy w Madrycie (2005) i mistrzostw świata w Helsinkach (2005). Zdobyła dwa brązowe medale (oprócz biegu przez płotki także w sztafecie 4 x 100 metrów) na uniwersjadzie w Turcji (2005). Niespodziewanie podczas halowych mistrzostw świata w 2006 zdobyła złoty medal wygrywając bieg na 60 metrów przez płotki. W tym samym roku zdobyła tytuł wicemistrzyni Europy w biegu na 100 metrów przez płotki (ex aequo z Niemką Kirsten Bolm). Po tych sukcesach w kolejnych dwóch sezonach ponownie nie odnosiła znaczących osiągnięć na arenie międzynarodowej docierając do półfinału mistrzostw świata i igrzysk olimpijskich. Dobre wyniki ponownie zaczęła notować w 2009 kiedy to zdobyła brąz halowych mistrzostw Europy oraz była czwarta na mistrzostwach świata. Podczas mistrzostw Europy w Barcelonie, latem 2010, obroniła tytuł wicemistrzyni Starego Kontynentu zdobyty cztery lata wcześniej w Göteborgu. Piąta zawodniczka zawodów o puchar interkontynentalny. Tuż za podium – na czwartym miejscu – ukończyła rywalizację w halowych mistrzostwach Europy w 2011. Odpadła w eliminacjach mistrzostw świata w Daegu (2011) oraz półfinale halowych mistrzostw świata w Stambule (2012). Wiele razy stawała na podium mistrzostw Irlandii oraz reprezentowała swój kraj w pucharze Europy i drużynowym czempionacie Starego Kontynentu.
Rekordy życiowe: bieg na 60 metrów przez płotki (hala) – 7,84 (11 marca 2006, Moskwa); bieg na 100 metrów przez płotki – 12,65 (31 lipca 2010, Barcelona). Rezultat zawodniczki z hali jest aktualnym rekordem Irlandii, O’Rourke jest także byłą rekordzistką kraju w sztafecie 4 x 100 metrów (44,27 w 2010).

## Osiągnięcia
| Rok  | Impreza                               | Miejsce           | Konkurencja                | Lokata     | Wynik |
| ---- | ------------------------------------- | ----------------- | -------------------------- | ---------- | ----- |
| 1999 | Mistrzostwa Europy juniorów           | Ryga              | bieg na 100 m przez płotki | eliminacje | 13,82 |
| 2000 | I liga pucharu Europy                 | Bydgoszcz         | bieg na 100 m przez płotki | 8. miejsce | 14,11 |
| 2000 | Mistrzostwa świata juniorów           | Santiago          | bieg na 100 m przez płotki | półfinał   | 13,57 |
| 2001 | II liga pucharu Europy                | Ryga              | bieg na 100 m przez płotki | 1. miejsce | 13,65 |
| 2001 | Młodzieżowe mistrzostwa Europy        | Amsterdam         | bieg na 100 m przez płotki | 7. miejsce | 13,57 |
| 2002 | Halowe mistrzostwa Europy             | Wiedeń            | bieg na 60 m przez płotki  | eliminacje | 8,22  |
| 2002 | II liga pucharu Europy                | Tallinn           | bieg na 100 m przez płotki | 1. miejsce | 13,52 |
| 2002 | Mistrzostwa Europy                    | Monachium         | bieg na 100 m przez płotki | eliminacje | 13,41 |
| 2003 | Halowe mistrzostwa świata             | Birmingham        | bieg na 60 m przez płotki  | półfinał   | 8,22  |
| 2003 | I liga pucharu Europy                 | Lappeenranta      | bieg na 100 m przez płotki | 3. miejsce | 13,19 |
| 2003 | Młodzieżowe mistrzostwa Europy        | Bydgoszcz         | bieg na 100 m przez płotki | 4. miejsce | 12,96 |
| 2003 | Mistrzostwa świata                    | Paryż Saint Denis | bieg na 100 m przez płotki | eliminacje | 13,54 |
| 2004 | II liga pucharu Europy                | Reykjavík         | bieg na 100 m przez płotki | 1. miejsce | 13,42 |
| 2004 | Igrzyska olimpijskie                  | Ateny             | bieg na 100 m przez płotki | eliminacje | 13,46 |
| 2005 | Halowe mistrzostwa Europy             | Madryt            | bieg na 60 m przez plotki  | półfinał   | 8,09  |
| 2005 | I liga pucharu Europy                 | Leiria            | bieg na 100 m przez płotki | 2. miejsce | 13,12 |
| 2005 | Mistrzostwa świata                    | Helsinki          | bieg na 100 m przez płotki | półfinał   | 13,23 |
| 2005 | Uniwersjada                           | Izmir             | bieg na 100 m przez płotki | 3. miejsce | 13,02 |
| 2005 | Uniwersjada                           | Izmir             | sztafeta 4 x 100 m         | 3. miejsce | 44,69 |
| 2006 | Halowe mistrzostwa świata             | Moskwa            | bieg na 60 m przez płotki  | 1. miejsce | 7,84  |
| 2006 | Mistrzostwa Europy                    | Göteborg          | bieg na 100 m przez płotki | 2. miejsce | 12,72 |
| 2006 | Mistrzostwa Europy                    | Göteborg          | sztafeta 4 x 100 m         | eliminacje | 44,38 |
| 2007 | I liga pucharu Europy                 | Vaasa             | bieg na 100 m przez płotki | 2. miejsce | 13,00 |
| 2007 | Mistrzostwa świata                    | Osaka             | bieg na 100 m przez płotki | półfinał   | 12,98 |
| 2008 | I liga pucharu Europy                 | Leiria            | bieg na 100 m przez płotki | 3. miejsce | 13,12 |
| 2008 | Igrzyska olimpijskie                  | Pekin             | bieg na 100 m przez płotki | eliminacje | 13,22 |
| 2009 | Halowe mistrzostwa Europy             | Turyn             | bieg na 60 m przez płotki  | 3. miejsce | 7,97  |
| 2009 | II liga drużynowych mistrzostw Europy | Bańska Bystrzyca  | bieg na 100 m przez płotki | 1. miejsce | 13,17 |
| 2009 | Mistrzostwa świata                    | Berlin            | bieg na 100 m przez płotki | 4. miejsce | 12,67 |
| 2010 | I liga drużynowych mistrzostw Europy  | Budapeszt         | bieg na 100 m przez płotki | 2. miejsce | 12,80 |
| 2010 | I liga drużynowych mistrzostw Europy  | Budapeszt         | sztafeta 4 x 100 m         | 2. miejsce | 44,53 |
| 2010 | Mistrzostwa Europy                    | Barcelona         | bieg na 100 m przez płotki | 2. miejsce | 12,65 |
| 2010 | Puchar interkontynentalny             | Split             | bieg na 100 m przez płotki | 5. miejsce | 12,99 |
| 2011 | Halowe mistrzostwa Europy             | Paryż             | bieg na 60 m przez płotki  | 4. miejsce | 7,96  |
| 2011 | I liga drużynowych mistrzostw Europy  | Izmir             | bieg na 100 m przez płotki | 4. miejsce | 13,11 |
| 2011 | Mistrzostwa świata                    | Taegu             | bieg na 100 m przez płotki | eliminacje | 13,07 |
| 2012 | Halowe mistrzostwa świata             | Stambuł           | bieg na 60 m przez płotki  | półfinał   | 8,13  |
| 2012 | Igrzyska olimpijskie                  | Londyn            | bieg na 100 m przez płotki | półfinał   | 12,91 |
| 2013 | Halowe mistrzostwa Europy             | Göteborg          | bieg na 60 m przez płotki  | 4. miejsce | 7,95  |